# 미야자키촌 (미야기현)
미야자키촌(宮崎村)은 미야기현 가미군에 있던 촌이다. 현재의 가미정 북서단에 해당한다.
덧붙여서 2003년까지 존재했던 미야자키정은 1954년에 신설합병에 의해 성립한것으로 혼촌과는 다른 자치체이다.

## 역사
- 1889년 4월 1일 - 정촌제 시행에 의해 3촌이 합병해 성립하였다.
- 1954년 7월 1일 - 가미이시촌과 합병해 미야자키정이 성립하였다. 동일 미야자키촌이 폐지되었다.

## 참고문헌
- (角川日本地名大辞典 4 宮城県)